# Thors kamp med Jætterne
Thors kamp med Jætterne er et værk af billedhuggeren Carl Johan Bonnesen (1868-1933). Skulpturen var udført i gips og udstillet på Charlottenborg-udstillingen i 1918. Skulpturen blev bestilt af finansmanden Harald Plum og i 1926 opstillet på Torø, som han ejede. I 1957 solgte Københavns Lærerforening som den nye ejer af Torø, skulpturen til Haustrups Fabrikker i Odense.
Den står i dag på Haustrups Fabrikkers grund ved Næsbyvej i Odense, i dag Envases Europe.
Skulpturen var på opstillingstidspunktet i 1926 den næststørste skulptur i Danmark, kun overgået af Gefionspringvandet.